# Глізе 176
Ґлізе 176 (лат. Gliese 176) — зоря, яка перебуває на відстані близько 31 світлових років (9,42 пк) від Сонця в напрямку сузір'я Тельця. Навколо зорі обертається, щонайменше, одна планета.

## Характеристики
Зоря являє собою червоний карлик з масою 0,5 сонячної. Це дуже тьмяна зоря, її світність становить лише 0,022 сонячної світності.

## Планетна система
2008 року групою астрономів, що працюють з телескопом Хоббі-Еберлі, а також працюючих в рамках програми HARPS, було оголошено про відкриття планети Gliese 176 b в цій системі. Ґрунтуючись на 28 вимірах променевої швидкості материнської зорі, дослідники дійшли висновку, що планета має масу, приблизно рівну масі Нептуна. Вона обертається на відстані 0,066 а.е. від материнської зорі й робить повний оберт за 8,78 доби.

## Найближче оточення зорі
Наступні зоряні системи перебувають в межах 10 світлових років від системи Gliese 176:
| Зірка       | Спектральний клас | Відстань, св. років |
| GJ 3275     | M4,5 Ve           | 3,1                 |
| GJ 3304     | M V               | 5,5                 |
| Вольф 227   | M4,5 V            | 6,9                 |
| HD 28343    | K7 V              | 7,2                 |
| π³ Оріона   | F6 V / ?          | 7,5                 |
| GJ 3270     | M4 Ve             | 7,9                 |
| Росс 41     | M3,5-5 V          | 7,8                 |
| V780 Тельця | M V               | 8,4                 |
| χ¹ Оріона   | G0 Ve / M V?      | 9,9                 |